# Visbys ringled
Visbys ringled är ett informellt namn på de vägar som leder trafiken runt Visby.
Färjeleden utgör de västra och södra sträckningen av ringleden och är där början på länsväg 142 och länsväg 148. Färjeleden börjar vid färjeterminalen med sina anslutningar från Nynäshamn och Oskarshamn varifrån vägen går söderut längs kusten. Därefter viker den av åt sydost där den i en rondell korsar länsväg 140 som söderut heter Toftavägen och från stadens centrum heter Söderväg.  Efter ytterligare en kilometer så avslutas Färjeleden i en rondell där länsväg 142 viker av söderut medan länsväg 148 fortsätter norrut via ringvägens östra gren - Visbyleden. 
Visbyleden är en del av länsväg 148 och sträcker sig från rondellen med Färjeleden och länsväg 142 i söder och går norrut.  Från söder korsar Visbyleden i en första rondell länsväg 143 (Follingboväg) och sedan i en andra länsväg 147 som heter Endreväg in mot centrum och Slitevägen österut. Strax norr om denna rondell avslutas Visbyleden i en trevägskorning med länsväg 140 (Broväg) som utgör den norra grenen av ringleden.
Broväg utgör den norra sträckningen av ringleden och går som länsväg 140 från Visbyleden fram till Norra Hansegatan och därefter utan vägnummer vidare till rondellen vid Norrgatt, varifrån länsväg 149 (Lummelundsväg) utgår. Brovägs förlängning efter rondellen heter Norderväg, och går till Norderport, norra bilinfarten genom ringmuren. 